# Vincent Hložník
Vincent Hložník (* 22. Oktober 1919 in Svederník; † 10. Dezember 1997 in Bratislava) war ein slowakischer Grafiker, Maler, Illustrator und Briefmarkenkünstler.
Von 1937 bis 1942 studierte Hložník an der Hochschule für bildende Künste in Prag, wo auch Prof. Kysela zu seinen Lehrmeistern zählte. Sein Œuvre ist maßgeblich durch seine Erfahrungen während des Zweiten Weltkrieges inspiriert. Sein Hauptaugenmerk galt hierbei dem menschlichen Sein, insbesondere aber den negativen Erfahrungen Leid und Schmerz. Im Jahr 1958 wurde er Professor an der Kunsthochschule in Bratislava, wo er auch den Künstler Albín Brunovský zu seinen Schülern zählte. Dieser arbeitete in den 1950er Jahren zeitweise als sein Assistent. Hložník hat etwa 25 Briefmarken – meist zum Gedenken an historische Ereignisse – gestaltet.
Er hat das deutschsprachige Buch Jasietka von Mária Durícková (Verlag Mlade Letá, 1986) illustriert.
Er war verheiratet mit Viera Hložníková, die als Briefmarkenkünstlerin seine Arbeit fortsetzt.